# جام باشگاه‌های آسیا ۹۳–۱۹۹۲

بازیکنان پاس با جام قهرمانی

جام باشگاه‌های آسیا ۹٣–۱۹۹٢ دوازدهمین دورهٔ مسابقات باشگاهی قهرمانی آسیا و هشتمین دوره تحت عنوان جام باشگاه‌های آسیا که توسط کنفدراسیون فوتبال آسیا برگزار شد.
تیم پاس ایران با غلبه بر تیم الشباب عربستان سعودی در فینال مسابقات برای اولین بار قهرمان این دوره از رقابت‌ها شد و به مسابقات جام باشگاهی آفریقا–آسیا ۱۹۹۳ راه پیدا کرد.

## تیم های حاضر در مسابقات
| تیم                      | روش حضور                                | حضور (آخرین)             |
| صعودکنندگان به مرحله سوم | صعودکنندگان به مرحله سوم                | صعودکنندگان به مرحله سوم |
| ------------------------ | --------------------------------------- | ------------------------ |
| پاس                      | قهرمان لیگ آزادگان ۹۲–۱۹۹۱              | ۱                        |
| لیائونینگ                | قهرمان لیگ جیا-آ چین ۱۹۹۱               | ۶ (۱۹۹۱)                 |
| تای‌فارمرز بانک           | قهرمان جام سلطنتی کور ۱۹۹۱              | ۱                        |
| یومیوری                  | قهرمان لیگ فوتبال ژاپن ۹۲–۱۹۹۱          | ۳ (۱۹۹۱)                 |
| الشباب                   | قهرمان لیگ برتر عربستان ۹۱–۱۹۹۰         | ۱                        |
| الوصل                    | قهرمان لیگ فوتبال امارات ۹۲–۱۹۹۱        | ۲ (۹۰–۱۹۸۹)              |
| المحرق                   | قهرمان لیگ برتر بحرین ۹۱–۱۹۹۰           | ۳ (۹۰–۱۹۸۹)              |
| الانصار                  | قهرمان لیگ برتر لبنان ۹۲–۱۹۹۱           | ۴ (۱۹۹۱)                 |
| القادسیه                 | قهرمان لیگ برتر کویت ۹۱–۱۹۹۰            | ۱                        |
| الوحدات                  | قهرمان لیگ اردن ۹۲–۱۹۹۱                 | ۲ (۹۰–۱۹۸۹)              |
| العربی                   | قهرمان لیگ ستارگان قطر ۹۱–۱۹۹۰          | ۲ (۱۹۸۶)                 |
| صعودکنندگان به مرحله دوم |                                         |                          |
| وهیب                     | قهرمان لیگ ملی فوتبال پاکستان ۱۹۹۱      | ۱                        |
| کلاب والنسیا             | قهرمان جام پومیس مالدیو ۱۹۹۲            | –                        |
| صعودکنندگان به مرحله اول |                                         |                          |
| کوتا رنجر                | قهرمان مسابقات قهرمانی کشور برونئی ۱۹۹۲ | ۲ (۱۹۸۷)                 |
| آرستو سولو               | قهرمان گالاتاما ۹۲–۱۹۹۰                 | ۱                        |
| های کوان                 | قهرمان وی لیگ ۱۹۹۱                      | ۲ (۱۹۶۷)                 |
| پی‌کی‌ان‌کی                 | قهرمان جام مالزی ۱۹۹۱                   | ۱                        |

## مرحله مقدماتی

### مرحله اول
| تیم ۱      | نتیجه نهایی | تیم ۲     | بازی رفت | بازی برگشت |
| ---------- | ----------- | --------- | -------- | ---------- |
| آرستو سولو | ۳–۲         | های کوان  | ۰–۰      | ۳–۲        |
| پی‌کی‌ان‌کی   | ۲–۶         | کوتا رنجر | ۱–۱      | ۱–۵        |

### مرحله دوم
| تیم ۱        | نتیجه نهایی | تیم ۲     | بازی رفت | بازی برگشت |
| ------------ | ----------- | --------- | -------- | ---------- |
| آرستو سولو   | ۳–۲         | کوتا رنجر | ۱–۱      | ۲–۱        |
| کلاب والنسیا | N/A         | وهیب      | ۲–۱      | N/A        |

### مرحله سوم
| تیم ۱          | نتیجه نهایی | تیم ۲      | بازی رفت | بازی برگشت |
| -------------- | ----------- | ---------- | -------- | ---------- |
| العربی         | ۳–۴         | پاس        | ۳–۲      | ۰–۲        |
| الانصار        | ۳–۵         | المحرق     | ۱–۱      | ۲–۴        |
| الوحدات        | ۱–۷         | الوصل      | ۰–۴      | ۱–۳        |
| القادسیه       | ۳–۳ (گ.ز.)  | الشباب     | ۱–۳      | ۲–۰        |
| تای‌فارمرز بانک | ۲–۳         | آرستو سولو | ۲–۰      | ۰–۳        |
| لیائونینگ      | ۴–۴ (گ.ز.)  | یومیوری    | ۳–۳      | ۱–۱        |
| برادرز یونیون  | ۰–۲         | وهیب       | ۰–۰      | ۰–۲        |

## مرحله گروهی

### گروه A
| تیم        | بازی | برد | مساوی | باخت | زده | خورده | تفاضل | امتیاز |
| ---------- | ---- | --- | ----- | ---- | --- | ----- | ----- | ------ |
| یومیوری    | ۳    | ۲   | ۱     | ۰    | ۵   | ۰     | ۵+    | ۵      |
| الشباب     | ۳    | ۱   | ۲     | ۰    | ۴   | ۱     | ۳+    | ۴      |
| المحرق     | ۳    | ۱   | ۱     | ۱    | ۴   | ۳     | ۱+    | ۳      |
| آرستو سولو | ۳    | ۰   | ۰     | ۳    | ۰   | ۹     | ۹-    | ۰      |

| یومیوری | ۰–۰ | الشباب |
| ------- | --- | ------ |
|         |     |        |

| المحرق | ۳–۰ | آرستو سولو |
| ------ | --- | ---------- |
|        |     |            |

| المحرق | ۰–۲ | یومیوری |
| ------ | --- | ------- |
|        |     |         |

| الشباب | ۳–۰ | آرستو سولو |
| ------ | --- | ---------- |
|        |     |            |

| المحرق | ۱–۱ | الشباب |
| ------ | --- | ------ |
|        |     |        |

| یومیوری | ۳–۰ | آرستو سولو |
| ------- | --- | ---------- |
|         |     |            |

### گروه B
| تیم   | بازی | برد | مساوی | باخت | زده | خورده | تفاضل | امتیاز |
| ----- | ---- | --- | ----- | ---- | --- | ----- | ----- | ------ |
| الوصل | ۲    | ۲   | ۰     | ۰    | ۱۱  | ۱     | ۱۰    | ۴      |
| پاس   | ۲    | ۰   | ۱     | ۱    | ۱   | ۲     | ۱-    | ۱      |
| وهیب  | ۲    | ۰   | ۱     | ۱    | ۲   | ۱۱    | ۹-    | ۱      |

| الوصل | ۱–۰ | پاس |
| ----- | --- | --- |
|       |     |     |

| الوصل | ۱۰–۱ | وهیب |
| ----- | ---- | ---- |
|       |      |      |

| پاس | ۱–۱ | وهیب |
| --- | --- | ---- |
|     |     |      |

## مرحله حذفی

### نمودار
|  | نیمه نهایی         | نیمه نهایی |                    |       | فینال | فینال |
|  |                    |            |                    |       |       |       |
|  | ۲۰ ژانویه – الرفاع |            |                    |       |       |       |
|  |                    |            |                    |       |       |       |
|  | یومیوری            | ۱          |                    |       |       |       |
|  | یومیوری            | ۱          | ۲۲ ژانویه – الرفاع |       |       |       |
|  | پاس (و.ا.)         | ۲          |                    |       |       |       |
|  | پاس (و.ا.)         | ۲          | پاس                | ۱     |       |       |
|  | ۲۰ ژانویه – الرفاع |            | پاس                | ۱     |       |       |
|  |                    | الشباب     | ۰                  |       |       |       |
|  | الوصل              | الشباب     | ۰                  | ۲ (۳) |       |       |
|  | الوصل              |            |                    | ۲ (۳) |       |       |
|  | الشباب (پ)         | ۲ (۴)      |                    |       |       |       |
|  | الشباب (پ)         | ۲ (۴)      | رده بندی           |       |       |       |
|  |                    |            |                    |       |       |       |
|  | ۲۲ ژانویه – الرفاع |            |                    |       |       |       |
|  |                    |            |                    |       |       |       |
|  | یومیوری            | ۳          |                    |       |       |       |
|  | یومیوری            | ۳          |                    |       |       |       |
|  | الوصل              | ۴          |                    |       |       |       |

### نیمه نهایی
| یومیوری | ۱–۲ (و.ا.) | پاس |
| ------- | ---------- | --- |
|         |            |     |

| الوصل        | ۲–۲ (و.ا.) | الشباب |
| ------------ | ---------- | ------ |
|              |            |        |
| ضربات پنالتی |            |        |
|              | ۳–۴        |        |

### رده‌بندی
| یومیوری | ۳–۴ | الوصل |
| ------- | --- | ----- |
|         |     |       |

### فینال
| پاس       | ۱–۰ | الشباب |
| --------- | --- | ------ |
| گروسی ۳۹' |     |        |

## قهرمان
| قهرمان جام باشگاه‌های آسیا ۹۳–۱۹۹۲ |
| --------------------------------- |
| پاس                               |
| اولین قهرمانی                     |